# Katharina Eleonore Behrend
Katharina Eleonore Behrend (* 26. Juli 1888 in Leipzig; † 15. November 1973 in Den Haag) war eine deutsch-niederländische Fotografin.

## Leben
Behrend wurde 1888 als Tochter eines Chemikers in Leipzig geboren. Von 1894 bis 1900 besuchte sie die Höhere Töchterschule. Die Familie zog 1900 nach Hannover, wo Behrend ihre Schulausbildung abschloss. Noch im gleichen Jahr begann die Zwölfjährige, sich für das Hobby des Vaters zu begeistern und mit seiner Kamera erste Fotos zu machen. Die junge Katharina wuchs in einem liberalen Elternhaus auf, in dem Kunst und Kultur wichtig waren. Schon als junges Mädchen erhielt sie italienischen Konversationsunterricht und Kunstgeschichts- und Klavierstunden. Sie spielte Theater, las klassische und moderne Literatur und war früh sozial engagiert.
Ab 1913 lebte Behrend dann in den Niederlanden, wo sie den Dampfmaschinenfabrikanten Arie Haentjens in Leiden heiratete. Schon in der Verlobungszeit lernte sie Niederländisch, besuchte Vorlesungen über Maschinenwesen und beschäftigte sich mit der Geschichte der neuen Heimat. 1916 und 1921 wurden zwei Töchter geboren. 1926 zog die Familie nach Den Haag, wo Haentjens eine Stelle bei der Internationalen Nautik-Trading Company antrat. 1928 ist das letzte Jahr, in dem Behrend regelmäßig fotografierte. Fortan war sie vor allem als Mutter und Hausfrau beschäftigt. 1943 zog die Familie wieder nach Leiden, kehrt aber 1953 erneut nach Den Haag zurück. 1954 musste Behrend einen Schicksalsschlag hinnehmen: Die jüngste Tochter starb.
Am 29. Dezember 1973, neun Tage nach dem Tod ihres Mannes, starb Katharina Behrend in einem Krankenhaus in Den Haag an einer Darmerkrankung.

## Werk
Das Werk Behrends gilt als bedeutender Beitrag zur Geschichte der Fotografie in den Niederlanden. Zwischen 1904 und 1928 fotografierte sie Verwandte und Freunde und dokumentierte ihre Umgebung und ihre Reisen. Ihre Erlebnisse hielt sie aber nicht nur fotografisch fest, sondern dokumentierte sie in einem Tagebuch. Außerdem nummerierte sie jedes Negativ und hielt Verschlusszeit, Ort und Zeitpunkt der Aufnahme fest. Ihre sehr natürlich wirkenden fotografischen Reportagen zeichnen ein lebendiges Bild ihrer Zeit. Neben Familienfesten, Reisen und Ausflügen, machte sie auch Natur- und Landschaftsaufnahmen, die beweisen, dass die junge Frau ein großes Gespür für Lichtverhältnisse und -wirkungen hatte. Bemerkenswert sind ihr Kompositionsvermögen und der harmonische Bildaufbau.
Behrend besaß eine Kamera mit dem Format 9 × 12. Die Negative sind überwiegend auf Glasplatten und wurden von ihr selbst entwickelt und teilweise vergrößert. Ab 1930 benutzte sie eine Zeiss Ikon Ikonta mit Rollfilm.
Ungewöhnlich sind ihre Selbstporträts. Ein frühes aus dem Jahr 1908 zeigt sie nackt vor einem Tuch posierend. Es erinnert stark an Ingres „Die Quelle“, das Behrend vermutlich kannte. Ein interessanter Aspekt in Behrends Werk ist die Nacktfotografie. Als Anhängerin der Freikörperkultur machte Behrend immer wieder Aufnahmen von Nackten bei Aktivitäten in der Natur. Bereits aus den Jahren 1910 und 1911 existieren solche Aufnahmen, an die sich deutsche Fotografen erst Jahre später wagten.

## Nachlass
Behrends Nachlass besteht aus 900 Negativen. Bis 1990 waren sie in Familienbesitz. Behrends Enkel übertrug die Negative dann der Stiftung Niederländisches Fotoarchiv und wird seit 2003 in der Sammlung des Niederländischen Fotomuseums in Rotterdam aufbewahrt.

## Ehrung

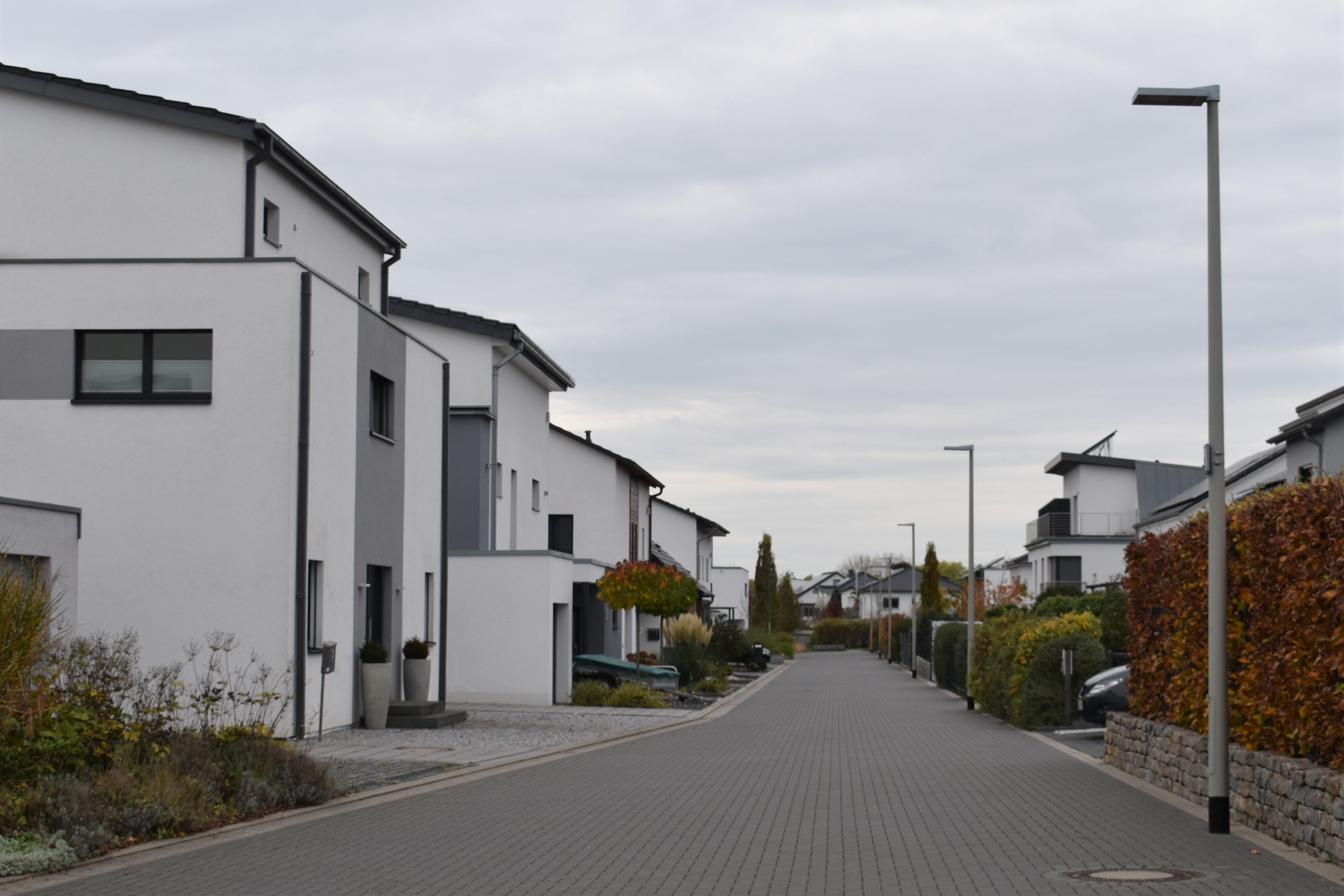
Blick in den Katharina-Behrend-Weg in Hannover-Wettbergen

2011 wurde eine Straße in Hannover im Stadtteil Wettbergen nach Behrend benannt.

## Ausstellungen

### Einzelausstellungen
- 2004: Katharina Eleonore Behrend – Fotografie 1904–1928, Reise. Portrait. Alltag. Das Verborgene Museum, Berlin
- 2005: Katharina Eleonore Behrend. Photographs 1904–1928. Galerie Cokkie Snoei, Rotterdam

### Gruppenausstellungen
- 2003: Fotografen in Nederland 1852–2002. Fotomuseum Den Haag
- 2007: Dutch Eyes. Nederlands Fotomuseum, Rotterdam